# Psydrax graniticola
Psydrax graniticola är en måreväxtart som först beskrevs av Emilio Chiovenda, och fick sitt nu gällande namn av Diane Mary Bridson. Psydrax graniticola ingår i släktet Psydrax och familjen måreväxter.
Artens utbredningsområde är Somalia. Inga underarter finns listade i Catalogue of Life.